# Monte Cappello (Ernici)
Monte Cappello è un rilievo dei monti Ernici, tra il Lazio e l'Abruzzo,  tra la provincia di Frosinone e la provincia dell'Aquila, tra il comune di Alatri e quello di Civita d'Antino.